# Proceroplatus poecilopterus
Proceroplatus poecilopterus är en tvåvingeart som beskrevs av Edwards 1927. Proceroplatus poecilopterus ingår i släktet Proceroplatus och familjen platthornsmyggor.
Artens utbredningsområde är Sri Lanka. Inga underarter finns listade i Catalogue of Life.